# Ламек
Ламек (англ. Lamèque) — містечко в Канаді, у провінції Нью-Брансвік, у складі графства Глостер.

## Населення
За даними перепису 2016 року, містечко нараховувало 1285 осіб, показавши скорочення на 10,3%, порівняно з 2011-м роком. Середня густина населення становила 102,8 осіб/км².
З офіційних мов обидвома одночасно володіли 340 жителів, тільки англійською — 5, тільки французькою — 890.
Працездатне населення становило 62,8% усього населення, рівень безробіття — 12,8% (14,1% серед чоловіків та 13,3% серед жінок). 84,8% осіб були найманими працівниками, а 14,4% — самозайнятими.
Середній дохід на особу становив $41 655 (медіана $31 061), при цьому для чоловіків — $49 650, а для жінок $34 497 (медіани — $38 848 та $24 171 відповідно).
12,6% мешканців мали закінчену шкільну освіту, не мали закінченої шкільної освіти — 37,2%, 50,3% мали післяшкільну освіту, з яких 22% мали диплом бакалавра, або вищий.
| Статево-вікова структура населення | Статево-вікова структура населення | Статево-вікова структура населення | Статево-вікова структура населення | Статево-вікова структура населення |
| ---------------------------------- | ---------------------------------- | ---------------------------------- | ---------------------------------- | ---------------------------------- |
|                                    |                                    |                                    |                                    |                                    |
| Всього                             | Всього                             | 46,1%53,9%                         |                                    |                                    |
| 0 — 14 років                       | 0 — 14 років                       |                                    | 11,7%                              | 11,7%                              |
| 15 — 64 років                      | 15 — 64 років                      |                                    | 56,4%                              | 56,4%                              |
| 65 і більше                        | 65 і більше                        |                                    | 31,9%                              | 31,9%                              |
| 85 і більше                        | 85 і більше                        |                                    | 5,8%                               | 5,8%                               |
| 100 і більше                       | 100 і більше                       |                                    | 0,4%                               | 0,4%                               |
| Середній вік (років)               | Середній вік (років)               | 49,151,4                           | 50,4                               | 50,4                               |
| Медіана (років)                    | Медіана (років)                    | 53,754,3                           | 54,0                               | 54,0                               |
| — чоловіки — жінки                 |                                    |                                    |                                    |                                    |

| Походження мешканців:     | Походження мешканців:     | Походження мешканців: | Походження мешканців: | Походження мешканців: |
| ------------------------- | ------------------------- | --------------------- | --------------------- | --------------------- |
| Походження                |                           |                       | осіб                  | %                     |
| Корінні американці        | Корінні американці        |                       | 115                   | 10.36%                |
| Інше північноамериканське | Інше північноамериканське |                       | 935                   | 84.23%                |
| Європейське               | Європейське               |                       | 285                   | 25.68%                |
| британське                | британське                |                       | 35                    | 3.15%                 |
| французьке                | французьке                |                       | 260                   | 23.42%                |
| Азійське                  | Азійське                  |                       | 10                    | 0.9%                  |

| Зайнятість населення за галузями (за класифікацією NOC): | Зайнятість населення за галузями (за класифікацією NOC): | Зайнятість населення за галузями (за класифікацією NOC): | Зайнятість населення за галузями (за класифікацією NOC): | Зайнятість населення за галузями (за класифікацією NOC): |
| -------------------------------------------------------- | -------------------------------------------------------- | -------------------------------------------------------- | -------------------------------------------------------- | -------------------------------------------------------- |
|                                                          |                                                          |                                                          |                                                          |                                                          |
| Управління                                               | Управління                                               |                                                          | 10,5%                                                    | 10,5%                                                    |
| Бізнес, фінанси та адміністрування                       | Бізнес, фінанси та адміністрування                       |                                                          | 11,3%                                                    | 11,3%                                                    |
| Природничі та прикладні науки                            | Природничі та прикладні науки                            |                                                          | 1,6%                                                     | 1,6%                                                     |
| Охорона здоров'я                                         | Охорона здоров'я                                         |                                                          | 8,9%                                                     | 8,9%                                                     |
| Освіта, правозахист, муніципальні та урядові служби      | Освіта, правозахист, муніципальні та урядові служби      |                                                          | 6,5%                                                     | 6,5%                                                     |
| Мистецтво, культура, відпочинок та спорт                 | Мистецтво, культура, відпочинок та спорт                 |                                                          | 1,6%                                                     | 1,6%                                                     |
| Роздрібна торгівля та послуги                            | Роздрібна торгівля та послуги                            |                                                          | 19,4%                                                    | 19,4%                                                    |
| Гуртова торгівля, транспорт та обладнання                | Гуртова торгівля, транспорт та обладнання                |                                                          | 20,2%                                                    | 20,2%                                                    |
| Природні ресурси, сільське господарство                  | Природні ресурси, сільське господарство                  |                                                          | 12,9%                                                    | 12,9%                                                    |
| Виробництво                                              | Виробництво                                              |                                                          | 7,3%                                                     | 7,3%                                                     |

## Клімат
Середня річна температура становить 4,4°C, середня максимальна – 21,7°C, а середня мінімальна – -15,5°C. Середня річна кількість опадів – 1 108 мм.
| Клімат поселення                              | Клімат поселення | Клімат поселення | Клімат поселення | Клімат поселення | Клімат поселення | Клімат поселення | Клімат поселення | Клімат поселення | Клімат поселення | Клімат поселення | Клімат поселення | Клімат поселення | Клімат поселення |
| Показник                                      | Січ.             | Лют.             | Бер.             | Квіт.            | Трав.            | Черв.            | Лип.             | Серп.            | Вер.             | Жовт.            | Лист.            | Груд.            |                  |
| Середній максимум, °C                         | −4,07            | −4,33            | 1,05             | 7,10             | 13,89            | 19,99            | 21,70            | 21,50            | 16,03            | 10,13            | 4,39             | −2,21            |                  |
| Середня температура, °C                       | −9,69            | −9,92            | −4,54            | 1,50             | 8,29             | 14,38            | 18,61            | 18,40            | 12,94            | 7,03             | 1,30             | −5,31            |                  |
| Середній мінімум, °C                          | −15,28           | −15,51           | −10,13           | −4,1             | 2,70             | 8,77             | 15,50            | 15,30            | 9,83             | 3,93             | −1,81            | −8,4             |                  |
| Норма опадів, мм                              | 101              | 77               | 85               | 82               | 87               | 81               | 89               | 103              | 75               | 110              | 108              | 110              |                  |
| Середньомісячна швидкість вітру, м/с          | 5.09             | 4.80             | 4.79             | 4.53             | 4.19             | 3.84             | 3.50             | 3.59             | 3.96             | 4.52             | 4.80             | 5.19             |                  |
| Середньомісячна сонячна радіація, кДж/м²·день | 4800             | 8361             | 12407            | 15645            | 18473            | 20338            | 19728            | 17268            | 12672            | 7776             | 4561             | 3504             |                  |
| --------------------------------------------- | ---------------- | ---------------- | ---------------- | ---------------- | ---------------- | ---------------- | ---------------- | ---------------- | ---------------- | ---------------- | ---------------- | ---------------- | ---------------- |
| Джерело:                                      |                  |                  |                  |                  |                  |                  |                  |                  |                  |                  |                  |                  |                  |